# Toyota Auris
Auris é um hatch e carrinha compacto da Toyota. Foi lançado em 2007 e partilha a plataforma do Corolla.
Não há alterações de peso aos motores que equipam o Auris, exceto o motor de 1.6 e 2.2 litros que equipa o Avensis.

## Motorizações

### Gasolina
- 1.2 Turbo Dual VVT-i, 116cv
- 1.4 VVT-i, 97 cv
- 1.6 Dual VVT-i, 124 cv
- 1.8 VVT-i Hybrid

### Diesel
- 1.4 D-4D, 90 cv
- 2.0 D-4D, 126 cv
- 2.2 D-4D D-CAT, 177 cv

## Galeria
- 1ª geração (2006-12)
- 2ª geração (2012-18)